# Babiana montana
Babiana montana är en irisväxtart som beskrevs av Gwendoline Joyce Lewis. Babiana montana ingår i släktet Babiana och familjen irisväxter. Inga underarter finns listade i Catalogue of Life.